# 院評定
院評定（いんのひょうじょう）とは、院政において上皇あるいは法皇が主宰した議定およびその構成員のこと。評定に参加する資格のある公家を院評定衆という。
平安時代末期、院政の進展に伴って内裏における陣定に代わって、上皇や法皇が自分の御所内において議定を行って重要な決定を行うようになった。この際に参加出来たのは公卿全般ではなく、上皇・法皇が認めた特定の公卿並びに院近臣達であった。
後嵯峨院による院政下の寛元4年（1246年）に院政の改革が行われ、鎌倉幕府の評定衆に倣って西園寺実氏（前太政大臣・関東申次）・土御門定通（前内大臣・後嵯峨院の外戚）・徳大寺実基（大納言兼右近衛大将）・吉田為経（中納言）・葉室定嗣（参議）の5名の評定衆が任命されるとともに開催場所も院庁の文殿である「院文殿（いんのふどの）」と定められた。これはこの年に鎌倉幕府から公平な人事と諸人の訴訟を積極的に取り上げることで徳のある政治――「徳政」の興行を提議され、後嵯峨院もその期待に応えたものであり、同年11月3日に新体制による初評定が行われた。ここで訴訟や政治問題などの処理が行われるとともに、院文殿に記録所の機能が兼ね揃えられて、律令法や儒教に詳しい中下級公家が職員として置かれて、院評定を円滑に行うための補助的業務を行うようになった。その後、亀山院による院政下の弘安9年（1286年）に院評定は政務を担当する「徳政沙汰」と訴訟を担当する「雑訴沙汰」に分割され、前者は大臣・大納言級によって月3回、後者は中納言・参議級によって月6回行われた。更に伏見天皇の親政によって一時的に朝廷に移された正応6年（1293年）には雑訴沙汰の改革が行われ、院評定を補完する記録所庭中が設けられた。以後、院文殿における院評定が院政の中枢機関として活動するようになり、南北朝末期に室町幕府によってその政治的権限を奪われるまで続いた。
江戸時代に霊元天皇の譲位に伴って復活され、定員3名で家格とは関係なく正三位以上の公卿から選ばれた（ただし、機構改革が試みられた桜町上皇期には停止されている）。院伝奏とともに「院両役」と称され、江戸幕府の同意をもって任命されることとされていたが、禁裏の役職である武家伝奏や議奏とは異なり、京都所司代をはじめとする幕府側は上皇・法皇の人事案を追認するだけの形式上の手続であった。役料は20石で、院伝奏と同様に仙洞御所の内分（蔵米）から支給された。上皇・法皇および院伝奏の補佐を行い、仙洞御所内での事務・雑用を行った。院評定不在の時は臨時に評定加勢が設置される場合もあった。